# Esporte de combate
Um desporto de combate (português europeu) ou esporte de combate (português brasileiro) é um esporte de contato competitivo onde dois combatentes lutam um contra o outro usando as certas regras de contato, com o objetivo de simular partes do combate corpo-a-corpo verdadeiro. O boxe, as artes marciais de competição, as artes marciais mistas, a luta de braço e a esgrima são os exemplos de esportes de combate.

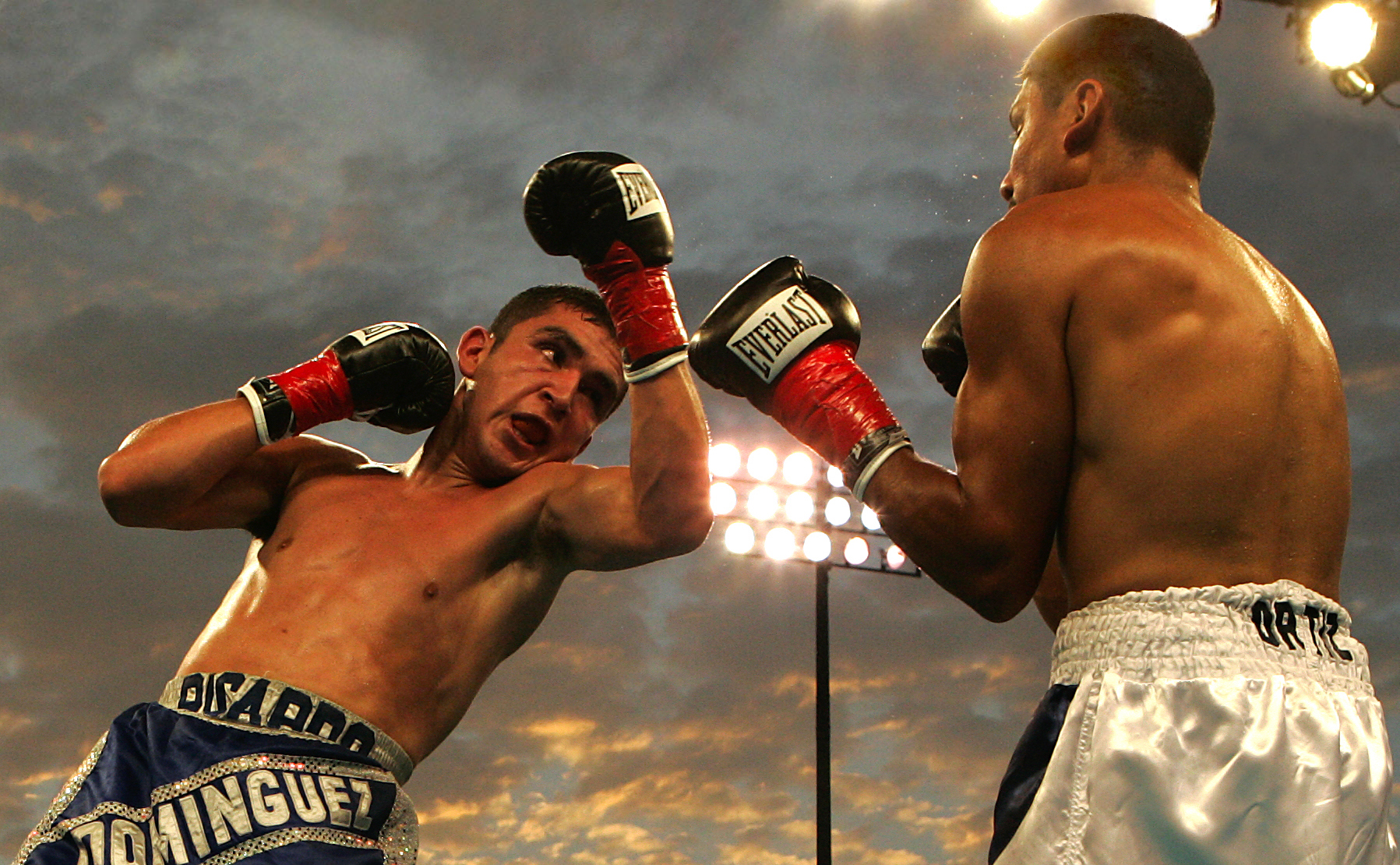
Boxe é um esporte de combate tradicional ocidental.

As técnicas usadas podem ser classificadas em três domínios:
- Bater;
- Agarrar;
- Uso de arma.

Algumas regras do jogo se especializam em uma área, enquanto outros permitem a superposição.

## Esporte de combate vs arte marcial
A noção de esporte de combate é diferente da de arte marcial, mesmo que algumas disciplinas coincidam.
Com efeito, uma arte marcial é por definição uma "arte de guerra", uma disciplina onde tudo é permitido. Por causa da periculosidade potencial, o estudo da arte marcial é muito definido em geral.
Em contraste, um esporte de combate a miúdo possui competições (de oposição), as normas destinadas, em particular, a garantir a integridade física e um árbitro para fazê-las respeitar. Por uma parte, o esporte de combate se afasta do combate real, mas por outra parte, permite enfrentar-se a um adversário que tem reações imprevisíveis e permite a boa esportividade (jogo limpo e o respeito).

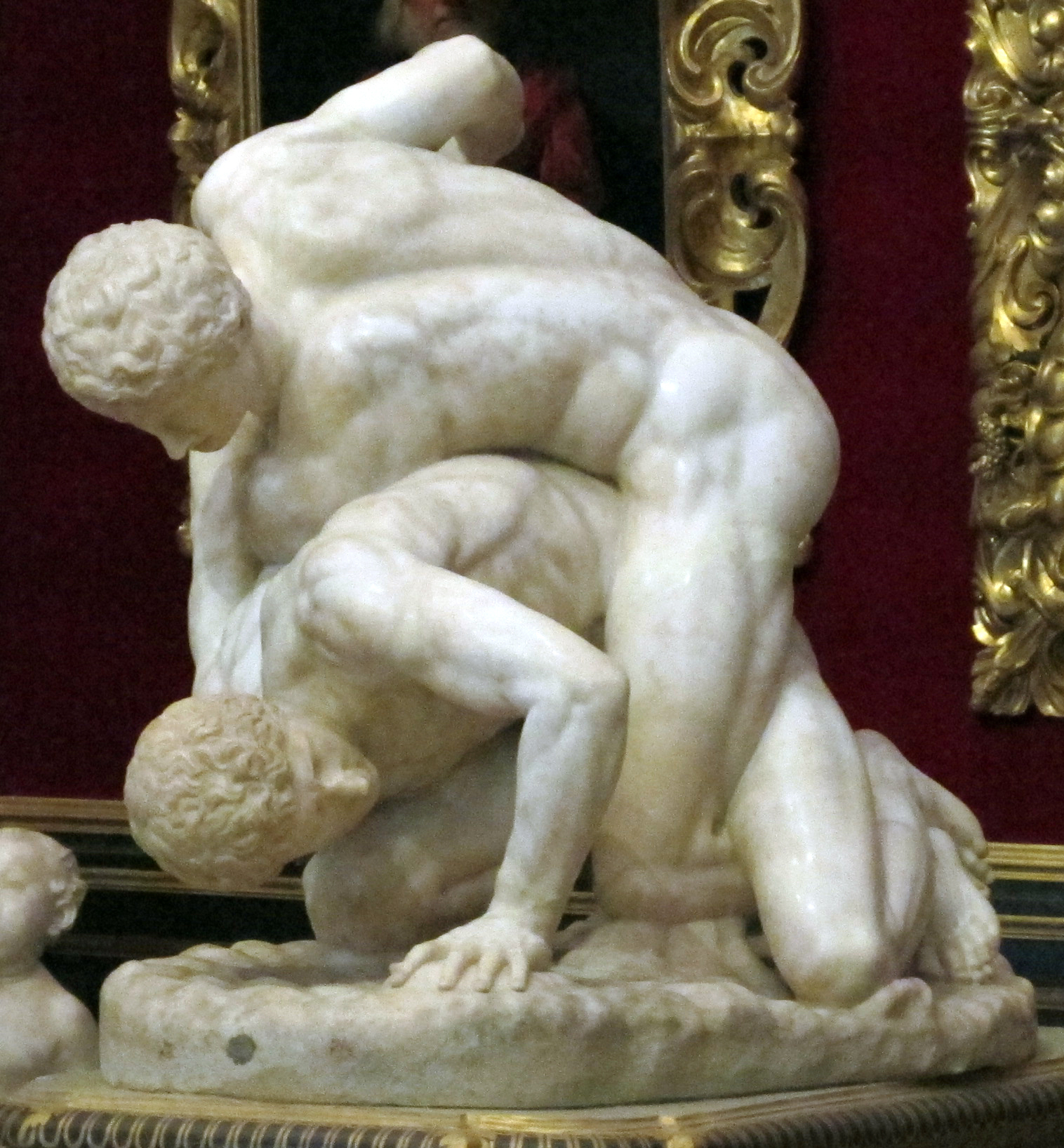
Pancrácio, um esporte de combate da Grécia Antiga.

Estes dois pontos de vista são fundamentalmente diferentes, mas historicamente vinculados. Nos países asiáticos, a aprendizagem de artes marciais se efetuava para enfrentar a um atacante. O corpo do indivíduo se transformava em uma verdadeira arma de guerra e serviu para opôr-se em caso de agressão de povos invasores. Assim, esta visão de uma disciplina marcial servia para defender sua vida durante a época feudal.
Estas técnicas marciais se transmitiram no curso da humanidade pelo mundo inteiro, e foram adaptadas às mentalidades das pessoas que serviam.

## Popularidade por gênero
Esportes de combate são geralmente mais populares entre os homens, tanto como atletas e como espectadores. Por muitos anos, a participação em esportes de combate era praticamente exclusiva dos homens; o boxe feminino nos Estados Unidos era proibido até 1993.  Um estudo conduzido por Greenwell, Hancock, Simmons e Thorn em 2015 revelou que os esportes de combate tinham um público em grande parte do sexo masculino.

## Lista de esportes de combate

### Esportes de combate olímpicos
- Boxe
- Karatê
- Esgrima
- Judô
- Luta greco-romana
- Luta livre
- Taekwondo

### Outros esportes de combate modernos
- Arnis
- Artes Marciais Históricas Europeias (HEMA)
- Artes marciais mistas (MMA)
- Bando-kickboxing
- Capoeira
- Catch Wrestling
- Galhofa
- Jiu-jitsu brasileiro
- Jogo do pau
- Judô
- Kendo
- Kickboxing americano
- Kickboxing japonês
- Luta de braço
- Luta livre esportiva
- Luta livre profissional/Professional Wrestling
- Lethwei
- Muay thai
- Paintball
- Sambo
- Sanda/Sanshou
- Savate
- Sumô
- Wrestling

### Esportes de combate antigos
- Boxe antigo
- Pancrácio